# Navaleno
Navaleno é um município da Espanha na província de Sória, comunidade autónoma de Castela e Leão, de área 25,03 km² com população de 964 habitantes (2006) e densidade populacional de 40,02 hab/km².

## Demografia
| Variação demográfica do município entre 1991 e 2004 | Variação demográfica do município entre 1991 e 2004 | Variação demográfica do município entre 1991 e 2004 | Variação demográfica do município entre 1991 e 2004 |
| --------------------------------------------------- | --------------------------------------------------- | --------------------------------------------------- | --------------------------------------------------- |
| 1991                                                | 1996                                                | 2001                                                | 2004                                                |
| 934                                                 | 937                                                 | 985                                                 | 996                                                 |